# 2025–2026-os NBA-szezon
A 2025–2026-os NBA-szezon a National Basketball Association 80. szezonja. Az alapszakasz 2025 októberében fog kezdődni és 2026 áprilisában fog befejeződni. Az All Star-gálát a z Intuit Dome-ban, Inglewoodban tartják, 2026. február 15-én.

## Áttekintés

### Edzőváltások
| Csapat            | 2024–2025-ös szezon       | 2025–2026-os szezon |
| A szezon előtt    | A szezon előtt            | A szezon előtt      |
| ----------------- | ------------------------- | ------------------- |
| Denver Nuggets    | David Adelman (megbízott) |                     |
| Memphis Grizzlies | Tuomas Iisalo (megbízott) |                     |
| Phoenix Suns      | Mike Budenholzer          |                     |
| Sacramento Kings  | Doug Christie (megbízott) |                     |

### Játékos-tranzakciók
| Játékos-tranzakciók a 2025–2026-os szezonban | Játékos-tranzakciók a 2025–2026-os szezonban | Játékos-tranzakciók a 2025–2026-os szezonban | Játékos-tranzakciók a 2025–2026-os szezonban     |
| Június                                       | Június | Június | Június                                           |
| -------------------------------------------- | --- | --- | ------------------------------------------------ |
| június 15.                                   | Memphis Grizzlies kapta: - Cole Anthony - Kentavious Caldwell-Pope - 2025-ös első köri választás (16.) - 2026-os első köri választás - 2028-as első köri választás - 2029-es védett első köri választáscsere - 2030-as első köri választás | Orlando Magic kapta: - Desmond Bane | [ 1 ] [ 2 ]                                      |
| június 17.                                   | Indiana Pacers kapta: - 2026-os első köri választás | New Orleans Pelicans kapta: - 2025-ös első köri választás (23.) - Mojave King draftjoga (2023, 47.)                                                                   | [ 3 ] [ 4 ]                                      |
| június 25.                                   | Atlanta Hawks kapta: - Asa Newell draftjoga (2025, 23.) - 2026-os első köri választás | New Orleans Pelicans kapta: - Derik Queen draftjoga (2025, 13.) | [ 5 ] [ 6 ]                                      |
| június 25.                                   | Memphis Grizzlies kapta: - Cedric Coward draftjoga (2025, 11.) | Portland Trail Blazers kapta: - Jang Hanszen draftjoga (2025, 16.) - 2027-es második köri választás - 2028-as első köri választás - 2028-as második köri választás    | [ 7 ] [ 8 ]                                      |
| június 25.                                   | Oklahoma City Thunder kapta: - 2027-es védett első köri választás | Sacramento Kings kapta: - Nique Clifford draftjoga (2025, 24.) | [ 9 ] [ 10 ]                                     |
| június 25.                                   | Utah Jazz kapta: - Walter Clayton Jr. draftjoga (2025, 18.) | Washington Wizards kapta: - Will Riley draftjoga (2025, 21.) - 2025-ös második köri választás (No. 43) - 2031-es első köri választás - 2032-es második köri választás | [ 11 ]                                           |
| június 26.                                   | Boston Celtics kapta: - Max Shulga draftjoga (2025, 57.) - Amari Williams draftjoga (2025, 46.) - 2026-os második köri választás - 2027-es második köri választás                                                                          | Orlando Magic kapta: - Noah Penda draftjoga (2025, 32.) | [ 12 ] [ 13 ]                                    |
| június 26.                                   | Los Angeles Clippers kapta: - Kobe Sanders draftjoga (2025, 50.) | New York Knicks kapta: - Mohamed Diawara draftjoga (2025, 51.) - Luka Mitrović draftjoga (2015, 60.)                                                                  | [ 14 ]                                           |
| június 28.                                   | Oklahoma City Thunder kapta: - Colby Jones | Washington Wizards kapta: - Dillon Jones - 2029-es második köri választás                                                                                             | [ 15 ] [ 16 ]                                    |
| június 29.                                   | Charlotte Hornets kapta: - Collin Sexton - 2030-as második köri választás | Utah Jazz kapta: - Jusuf Nurkić | [ 17 ] [ 18 ]                                    |
| június 30.                                   | Charlotte Hornets kapta: - Vasilije Micić - Liam McNeeley draftjoga (2025, 29.) - 2029-es első köri választás | Phoenix Suns kapta: - Mark Williams - 2029-es második köri választás                                                                                                  | [ 19 ] [ 20 ]                                    |
| Július                                       | | |                                                  |
| július 1.                                    | Chicago Bulls kapta: - Lachlan Olbrich draftjoga (2025, 55.) - pénzösszeg | Los Angeles Lakers kapta: - Rocco Zikarsky draftjoga (2025, 45.) | [ 21 ]                                           |
| július 6.                                    | Atlanta Hawks kapta: - Nickeil Alexander-Walker | Minnesota Timberwolves kapta: - 2027-es második köri választás - pénzösszeg                                                                                           | [ 22 ] [ 23 ]                                    |
| július 6.                                    | Charlotte Hornets kapta: - Pat Connaughton - 2031-es második köri választás - 2032-es második köri választás | Milwaukee Bucks kapta: - Vasilije Micić | [ 24 ] [ 25 ]                                    |
| július 6.                                    | Chicago Bulls kapta: - Isaac Okoro | Cleveland Cavaliers kapta: - Lonzo Ball | [ 26 ] [ 27 ]                                    |
| július 6.                                    | Golden State Warriors kapta: - Will Richard draftjoga (2025, 56.) | Memphis Grizzlies kapta: - Justinian Jessup draftjoga (2020, 51.) - Jahmai Mashack draftjoga (2025, 59.) - 2032-es védett második köri választás                      | [ 28 ] [ 29 ]                                    |
| július 6.                                    | Indiana Pacers kapta: - Jay Huff | Memphis Grizzlies kapta: - 2029-es második köri választás - 2031-es második köri választáscsere                                                                       | [ 30 ] [ 31 ]                                    |
| július 6.                                    | Indiana Pacers kapta: - Kam Jones draftjoga (2025, 38.) | San Antonio Spurs kapta: - 2030-as második köri választás - pénzösszeg                                                                                                | [ 32 ] [ 33 ]                                    |
| július 6.                                    | Háromcsapatos megegyezés | Háromcsapatos megegyezés | [ 34 ] [ 35 ] [ 36 ]                             |
| július 6.                                    | Houston Rockets kapta: - 2026-os második köri választás - 2029-es második köri választás - Mojave King draftjoga (2023, 47.) | New Orleans Pelicans kapta: - Saddiq Bey - Jordan Poole - Micah Peavy draftjoga (2025, 40.)                                                                           | [ 34 ] [ 35 ] [ 36 ]                             |
| július 6.                                    | Washington Wizards kapta: - CJ McCollum - Kelly Olynyk - Cam Whitmore - 2027-es második köri választás | | [ 34 ] [ 35 ] [ 36 ]                             |
| július 6.                                    | Hétcsapatos megegyezés | Hétcsapatos megegyezés | [ 37 ] [ 38 ] [ 39 ] [ 40 ] [ 41 ] [ 42 ] [ 43 ] |
| július 6.                                    | Atlanta Hawks kapta: - David Roddy - 2031-es második köri választáscsere - pénzösszeg | Brooklyn Nets kapta: - 2026-os második köri választás - 2030-as második köri választás                                                                                | [ 37 ] [ 38 ] [ 39 ] [ 40 ] [ 41 ] [ 42 ] [ 43 ] |
| július 6.                                    | Golden State Warriors kapta: - Jahmai Mashack draftjoga (2025, 59.) - Alex Toohey draftjoga (2025, 52.) | Houston Rockets kapta: - Clint Capela - Kevin Durant | [ 37 ] [ 38 ] [ 39 ] [ 40 ] [ 41 ] [ 42 ] [ 43 ] |
| július 6.                                    | Los Angeles Lakers kapta: - Adou Thiero draftjoga (2025, 36.) | Minnesota Timberwolves kapta: - Rocco Zikarsky draftjoga (2025, 45.) - 2026-os második köri választás - 2032-es második köri választás - pénzösszeg                   | [ 37 ] [ 38 ] [ 39 ] [ 40 ] [ 41 ] [ 42 ] [ 43 ] |
| július 6.                                    | Phoenix Suns kapta: - Dillon Brooks - Jalen Green - Daeqwon Plowden - Koby Brea draftjoga (2025, 41.) - Rasheer Fleming draftjoga (2025, 31.) - Khaman Maluach draftjoga (2025, 10.) - 2026 second-round pick                              | | [ 37 ] [ 38 ] [ 39 ] [ 40 ] [ 41 ] [ 42 ] [ 43 ] |
| július 7.                                    | Boston Celtics kapta: - Anfernee Simons | Portland Trail Blazers kapta: - Jrue Holiday | [ 44 ] [ 45 ]                                    |
| július 7.                                    | Detroit Pistons kapta: - Duncan Robinson | Miami Heat kapta: - Simone Fontecchio | [ 46 ] [ 47 ]                                    |
| július 7.                                    | Detroit Pistons kapta: - 2026-os védett második köri választás | Sacramento Kings kapta: - Dennis Schröder - 2029-es második köri választás                                                                                            | [ 48 ] [ 49 ]                                    |
| július 7.                                    | Háromcsapatos megegyezés | Háromcsapatos megegyezés | [ 50 ] [ 44 ] [ 51 ]                             |
| július 7.                                    | Atlanta Hawks kapta: - Kristaps Porziņģis - 2026-os második köri választás | Boston Celtics kapta: - Georges Niang - 2031-es második köri választás - pénzösszeg                                                                                   | [ 50 ] [ 44 ] [ 51 ]                             |
| július 7.                                    | Brooklyn Nets kapta: - Terance Mann - Drake Powell draftjoga (2025, 22.) | | [ 50 ] [ 44 ] [ 51 ]                             |
| július 7.                                    | Háromcsapatos megegyezés | Háromcsapatos megegyezés | [ 52 ] [ 53 ] [ 54 ]                             |
| július 7.                                    | Los Angeles Clippers kapta: - John Collins | Miami Heat kapta: - Norman Powell | [ 52 ] [ 53 ] [ 54 ]                             |
| július 7.                                    | Utah Jazz kapta: - Kyle Anderson - Kevin Love - 2027-es második köri választás | | [ 52 ] [ 53 ] [ 54 ]                             |
| július 8.                                    | Brooklyn Nets kapta: - Michael Porter Jr. - 2032-es első köri választás | Denver Nuggets kapta: - Cameron Johnson | [ 55 ] [ 56 ]                                    |
| július 9.                                    | San Antonio Spurs kapta: - Kelly Olynyk | Washington Wizards kapta: - Malaki Branham - Blake Wesley - 2026-os második köri választás                                                                            | [ 57 ]                                           |
| július 13.                                   | Denver Nuggets kapta: - Jonas Valančiūnas | Sacramento Kings kapta: - Dario Šarić | [ 58 ] [ 59 ]                                    |
| Augusztus                                    | | |                                                  |
| augusztus 6.                                 | Boston Celtics kapta: - RJ Luis Jr. | Utah Jazz kapta: - Georges Niang - 2027-es második köri választás - 2031-es második köri választás                                                                    | [ 60 ] [ 61 ]                                    |

1. 1 2 3 4  Orlando választása.
2. ↑  A megegyezés előtt Washingtonnak volt joga választást cserélni (ha 1–8. között) Phoenix-szel, majd Orlandónak a Phoenix választásával, majd Memphisnek a Phoenix választásával. Ezzel a megegyezéssel Memphis vagy a saját vagy az Orlando választását küldte volna a Sunsnak (azért cserébe, amely a Sunsé volt a Washington-csere után), illetve megtartotta magának a másikat.
3. ↑  Memphis elcserélheti, ha 3–30. közé esik.
4. ↑  Indiana 2024 januárjában küldte a választást Torontóba, amely egy évvel később küldte New Orleans-be.
5. 1 2  Indiana választása.
6. ↑  Milwaukee és New Orleans választásai közül a legjobb.
7. ↑  Atlanta választása.
8. 1 2 3  Sacramento választása.
9. ↑  Oklahoma City kapja, ha 17–30. közé esik, egyébként két 2027-es második köri választást kapnak.
10. ↑  San Antonio választása.
11. 1 2  Utah választása.
12. ↑  Detroit, Milwaukee és Orlando választásai közül a legjobb.
13. ↑  Boston és Orlando választásai közül a legjobb. Boston Orlandóba küldte a választását egy korábbi megegyezés részeként, amellyel ez lényegében egy cserejog lett.
14. ↑  Houston választása.
15. ↑  A Los Angeles Clippers és Utah választásai közül a legjobb.
16. ↑  Cleveland, Minnnesota (ha 6–30.) és Utah választásai közül a legrosszabb.
17. ↑  Phoenix választása.
18. ↑  CLE
19. 1 2  Milwaukee választása.
20. ↑  Memphis akkor kapja meg, ha 51–60. közé esik.
21. ↑  A Golden State választása.
22. ↑  Portland választása.
23. ↑  Indiana és Miami választásai közül a rosszabbért.
24. 1 2  Chicago választása.
25. ↑  Korábban meg volt felezve a jog: Washington, ha 31–50. és New Orleans, ha 51–60. A megegyezés következtében Washington mindenképp megkapja.
26. ↑  Atlanta elcserélheti saját választását Houstonnal.
27. ↑  Boston, Indiana, a Los Angeles Clippers és Miami választásai közül a második legjobb.
28. ↑  Boston választása.
29. ↑  Denver és a Golden State választásai közül a rosszabb.
30. ↑  Houston és Phoenix választásai közül a rosszabb.
31. ↑  Dallas, Oklahoma City és Philadelphia választásai közül a második legjobb.
32. ↑  Detroit akkor kapja meg, ha 56–60. közé esik.
33. ↑  Charlotte választása.
34. ↑  Detroit, Milwaukee és New York választásai közül a legrosszabb.
35. ↑  CLE
36. ↑  A Clippers választása.
37. ↑  Denver választása.
38. ↑  Dallas, Oklahoma City és Philadelphia választásai közül a legrosszabb.
39. ↑  Boston és Orlando választásai közül a legjobb.
40. ↑  Boston és Cleveland választásai közül a legjobb.

## Felkészülési időszak

### Nemzetközi mérkőzések
| Dátum       | Csapat                                              | Aréna           | Stadion               | For.   |
| ----------- | --------------------------------------------------- | --------------- | --------------------- | ------ |
| október 3.  | New Orleans Pelicans – Melbourne United             | Rod Laver Arena | Melbourne, Ausztrália | [ 62 ] |
| október 5.  | New Orleans Pelicans – South East Melbourne Phoenix | Rod Laver Arena | Melbourne, Ausztrália | [ 62 ] |
| október 10. | Brooklyn Nets – Phoenix Suns                        | Venetian Arena  | Makaó, Kína           | [ 63 ] |
| október 12. | Brooklyn Nets – Phoenix Suns                        | Venetian Arena  | Makaó, Kína           | [ 63 ] |

## Alapszakasz
Az alapszakasz 2025 októberében fog kezdődni és 2026 áprilisában fog befejeződni.
| A rájátszásba jut       |
| A Play-in szakaszba jut |

### Csoportonként
| Keleti főcsoport    |    |   |      |     |        |           |         |
| Atlanti csoport     |    |   |      |     |        |           |         |
| Csapat              | Gy | V | %    | GB  | Otthon | Idegenben | Csoport |
| Boston Celtics      | 0  | 0 | .000 | 0.0 | 0–0    | 0–0       | 0–0     |
| Brooklyn Nets       | 0  | 0 | .000 | 0.0 | 0–0    | 0–0       | 0–0     |
| New York Knicks     | 0  | 0 | .000 | 0.0 | 0–0    | 0–0       | 0–0     |
| Philadelphia 76ers  | 0  | 0 | .000 | 0.0 | 0–0    | 0–0       | 0–0     |
| Toronto Raptors     | 0  | 0 | .000 | 0.0 | 0–0    | 0–0       | 0–0     |
| Központi csoport    |    |   |      |     |        |           |         |
| Csapat              | Gy | V | %    | GB  | Otthon | Idegenben | Csoport |
| Chicago Bulls       | 0  | 0 | .000 | 0.0 | 0–0    | 0–0       | 0–0     |
| Cleveland Cavaliers | 0  | 0 | .000 | 0.0 | 0–0    | 0–0       | 0–0     |
| Detroit Pistons     | 0  | 0 | .000 | 0.0 | 0–0    | 0–0       | 0–0     |
| Indiana Pacers      | 0  | 0 | .000 | 0.0 | 0–0    | 0–0       | 0–0     |
| Milwaukee Bucks     | 0  | 0 | .000 | 0.0 | 0–0    | 0–0       | 0–0     |
| Délkeleti csoport   |    |   |      |     |        |           |         |
| Csapat              | Gy | V | %    | GB  | Otthon | Idegenben | Csoport |
| Atlanta Hawks       | 0  | 0 | .000 | 0.0 | 0–0    | 0–0       | 0–0     |
| Charlotte Hornets   | 0  | 0 | .000 | 0.0 | 0–0    | 0–0       | 0–0     |
| Miami Heat          | 0  | 0 | .000 | 0.0 | 0–0    | 0–0       | 0–0     |
| Orlando Magic       | 0  | 0 | .000 | 0.0 | 0–0    | 0–0       | 0–0     |
| Washington Wizards  | 0  | 0 | .000 | 0.0 | 0–0    | 0–0       | 0–0     |

| Nyugati főcsoport      |    |   |      |     |        |           |         |
| Északnyugati csoport   |    |   |      |     |        |           |         |
| Csapat                 | Gy | V | %    | GB  | Otthon | Idegenben | Csoport |
| Denver Nuggets         | 0  | 0 | .000 | 0.0 | 0–0    | 0–0       | 0–0     |
| Minnesota Timberwolves | 0  | 0 | .000 | 0.0 | 0–0    | 0–0       | 0–0     |
| Oklahoma City Thunder  | 0  | 0 | .000 | 0.0 | 0–0    | 0–0       | 0–0     |
| Portland Trail Blazers | 0  | 0 | .000 | 0.0 | 0–0    | 0–0       | 0–0     |
| Utah Jazz              | 0  | 0 | .000 | 0.0 | 0–0    | 0–0       | 0–0     |
| Csendes-óceáni csoport |    |   |      |     |        |           |         |
| Csapat                 | Gy | V | %    | GB  | Otthon | Idegenben | Csoport |
| Golden State Warriors  | 0  | 0 | .000 | 0.0 | 0–0    | 0–0       | 0–0     |
| Los Angeles Clippers   | 0  | 0 | .000 | 0.0 | 0–0    | 0–0       | 0–0     |
| Los Angeles Lakers     | 0  | 0 | .000 | 0.0 | 0–0    | 0–0       | 0–0     |
| Phoenix Suns           | 0  | 0 | .000 | 0.0 | 0–0    | 0–0       | 0–0     |
| Sacramento Kings       | 0  | 0 | .000 | 0.0 | 0–0    | 0–0       | 0–0     |
| Délnyugati csoport     |    |   |      |     |        |           |         |
| Csapat                 | Gy | V | %    | GB  | Otthon | Idegenben | Csoport |
| Dallas Mavericks       | 0  | 0 | .000 | 0.0 | 0–0    | 0–0       | 0–0     |
| Houston Rockets        | 0  | 0 | .000 | 0.0 | 0–0    | 0–0       | 0–0     |
| Memphis Grizzlies      | 0  | 0 | .000 | 0.0 | 0–0    | 0–0       | 0–0     |
| New Orleans Pelicans   | 0  | 0 | .000 | 0.0 | 0–0    | 0–0       | 0–0     |
| San Antonio Spurs      | 0  | 0 | .000 | 0.0 | 0–0    | 0–0       | 0–0     |

### Főcsoportonként
- z – Hazai pálya előny az egész rájátszásban
- c – Hazai pálya előny a főcsoportdöntőig
- y – Csoportgyőztes
- x – Rájátszásba jutott
- c – Már nem juthat rájátszásba
- * – csoportvezető

| Keleti főcsoport |                     |    |   |   |     |
| Hely.            | Csapat              | Gy | V | % | GB  |
| 1.               | Atlanta Hawks       | 0  | 0 | 0 | 0.0 |
| 2.               | Boston Celtics      | 0  | 0 | 0 | 0.0 |
| 3.               | Brooklyn Nets       | 0  | 0 | 0 | 0.0 |
| 4.               | Charlotte Hornets   | 0  | 0 | 0 | 0.0 |
| 5.               | Chicago Bulls       | 0  | 0 | 0 | 0.0 |
| 6.               | Cleveland Cavaliers | 0  | 0 | 0 | 0.0 |
|                  |                     |    |   |   |     |
| 7.               | Indiana Pacers      | 0  | 0 | 0 | 0.0 |
| 8.               | Miami Heat          | 0  | 0 | 0 | 0.0 |
| 9.               | Milwaukee Bucks     | 0  | 0 | 0 | 0.0 |
| 10.              | Charlotte Hornets   | 0  | 0 | 0 | 0.0 |
|                  |                     |    |   |   |     |
| 11.              | New York Knicks     | 0  | 0 | 0 | 0.0 |
| 12.              | Orlando Magic       | 0  | 0 | 0 | 0.0 |
| 13.              | Philadelphia 76ers  | 0  | 0 | 0 | 0.0 |
| 14.              | Toronto Raptors     | 0  | 0 | 0 | 0.0 |
| 15.              | Washington Wizards  | 0  | 0 | 0 | 0.0 |

| Nyugati főcsoport |                        |    |   |   |     |
| Hely.             | Csapat                 | Gy | V | % | GB  |
| 1.                | Dallas Mavericks       | 0  | 0 | 0 | 0.0 |
| 2.                | Denver Nuggets         | 0  | 0 | 0 | 0.0 |
| 3.                | Golden State Warriors  | 0  | 0 | 0 | 0.0 |
| 4.                | Houston Rockets        | 0  | 0 | 0 | 0.0 |
| 5.                | Los Angeles Clippers   | 0  | 0 | 0 | 0.0 |
| 6.                | Los Angeles Lakers     | 0  | 0 | 0 | 0.0 |
|                   |                        |    |   |   |     |
| 7.                | Memphis Grizzlies      | 0  | 0 | 0 | 0.0 |
| 8.                | Minnesota Timberwolves | 0  | 0 | 0 | 0.0 |
| 9.                | New Orleans Pelicans   | 0  | 0 | 0 | 0.0 |
| 10.               | Oklahoma City Thunder  | 0  | 0 | 0 | 0.0 |
|                   |                        |    |   |   |     |
| 11.               | Phoenix Suns           | 0  | 0 | 0 | 0.0 |
| 12.               | Portland Trail Blazers | 0  | 0 | 0 | 0.0 |
| 13.               | Sacramento Kings       | 0  | 0 | 0 | 0.0 |
| 14.               | San Antonio Spurs      | 0  | 0 | 0 | 0.0 |
| 15.               | Utah Jazz              | 0  | 0 | 0 | 0.0 |

## Play-In
Az NBA a 7. és 10. hely között végző csapatoknak fog tartani egy play-in tornát 2026 áprilisában. A 7. fog a 8. helyezett ellen játszani és a győztes fogja megkapni a 7. helyet a rájátszásban. A kilencedik fog játszani a tizedikkel, ahol a vesztes nem játszhat tovább helyért a rájátszásban, és a győztes fog játszani a 7. és a 8. közötti mérkőzés vesztesével a 8. helyezésért a rájátszásban.

## Rájátszás
|  | Első forduló | Első forduló | Első forduló |  |  | Főcsoport-elődöntő | Főcsoport-elődöntő | Főcsoport-elődöntő |  |  | Főcsoportdöntő | Főcsoportdöntő | Főcsoportdöntő |  |  | NBA-döntő | NBA-döntő | NBA-döntő |  |
|  |              |              |              |  |  |                    |                    |                    |  |  |                |                |                |  |  |           |           |           |  |
|  |              |              |              |  |  |                    |                    |                    |  |  |                |                |                |  |  |           |           |           |  |
|  |              |              |              |  |  |                    |                    |                    |  |  |                |                |                |  |  |           |           |           |  |
|  |              |              |              |  |  |                    |                    |                    |  |  |                |                |                |  |  |           |           |           |  |
|  |              |              |              |  |  |                    |                    |                    |  |  |                |                |                |  |  |           |           |           |  |
|  |              |              |              |  |  |                    |                    |                    |  |  |                |                |                |  |  |           |           |           |  |
|  |              |              |              |  |  |                    |                    |                    |  |  |                |                |                |  |  |           |           |           |  |
|  |              |              |              |  |  |                    |                    |                    |  |  |                |                |                |  |  |           |           |           |  |
|  |              |              |              |  |  |                    |                    |                    |  |  |                |                |                |  |  |           |           |           |  |
|  |              |              |              |  |  |                    |                    |                    |  |  |                |                |                |  |  |           |           |           |  |
|  |              |              |              |  |  |                    |                    |                    |  |  |                |                |                |  |  |           |           |           |  |
|  |              |              |              |  |  |                    |                    |                    |  |  |                |                |                |  |  |           |           |           |  |
|  |              |              |              |  |  |                    |                    |                    |  |  |                |                |                |  |  |           |           |           |  |
|  |              |              |              |  |  |                    |                    |                    |  |  |                |                |                |  |  |           |           |           |  |
|  |              |              |              |  |  |                    |                    |                    |  |  |                |                |                |  |  |           |           |           |  |
|  |              |              |              |  |  |                    |                    |                    |  |  |                |                |                |  |  |           |           |           |  |
|  |              |              |              |  |  |                    |                    |                    |  |  |                |                |                |  |  |           |           |           |  |
|  |              |              |              |  |  |                    |                    |                    |  |  |                |                |                |  |  |           |           |           |  |
|  |              |              |              |  |  |                    |                    |                    |  |  |                |                |                |  |  |           |           |           |  |
|  |              |              |              |  |  |                    |                    |                    |  |  |                |                |                |  |  |           |           |           |  |
|  |              |              |              |  |  |                    |                    |                    |  |  |                |                |                |  |  |           |           |           |  |
|  |              |              |              |  |  |                    |                    |                    |  |  |                |                |                |  |  |           |           |           |  |
|  |              |              |              |  |  |                    |                    |                    |  |  |                |                |                |  |  |           |           |           |  |
|  |              |              |              |  |  |                    |                    |                    |  |  |                |                |                |  |  |           |           |           |  |
|  |              |              |              |  |  |                    |                    |                    |  |  |                |                |                |  |  |           |           |           |  |
|  |              |              |              |  |  |                    |                    |                    |  |  |                |                |                |  |  |           |           |           |  |
|  |              |              |              |  |  |                    |                    |                    |  |  |                |                |                |  |  |           |           |           |  |
|  |              |              |              |  |  |                    |                    |                    |  |  |                |                |                |  |  |           |           |           |  |
|  |              |              |              |  |  |                    |                    |                    |  |  |                |                |                |  |  |           |           |           |  |
|  |              |              |              |  |  |                    |                    |                    |  |  |                |                |                |  |  |           |           |           |  |
|  |              |              |              |  |  |                    |                    |                    |  |  |                |                |                |  |  |           |           |           |  |
|  |              |              |              |  |  |                    |                    |                    |  |  |                |                |                |  |  |           |           |           |  |
|  |              |              |              |  |  |                    |                    |                    |  |  |                |                |                |  |  |           |           |           |  |
|  |              |              |              |  |  |                    |                    |                    |  |  |                |                |                |  |  |           |           |           |  |
|  |              |              |              |  |  |                    |                    |                    |  |  |                |                |                |  |  |           |           |           |  |
|  |              |              |              |  |  |                    |                    |                    |  |  |                |                |                |  |  |           |           |           |  |
|  |              |              |              |  |  |                    |                    |                    |  |  |                |                |                |  |  |           |           |           |  |
|  |              |              |              |  |  |                    |                    |                    |  |  |                |                |                |  |  |           |           |           |  |
|  |              |              |              |  |  |                    |                    |                    |  |  |                |                |                |  |  |           |           |           |  |
|  |              |              |              |  |  |                    |                    |                    |  |  |                |                |                |  |  |           |           |           |  |
|  |              |              |              |  |  |                    |                    |                    |  |  |                |                |                |  |  |           |           |           |  |
|  |              |              |              |  |  |                    |                    |                    |  |  |                |                |                |  |  |           |           |           |  |
|  |              |              |              |  |  |                    |                    |                    |  |  |                |                |                |  |  |           |           |           |  |
|  |              |              |              |  |  |                    |                    |                    |  |  |                |                |                |  |  |           |           |           |  |
|  |              |              |              |  |  |                    |                    |                    |  |  |                |                |                |  |  |           |           |           |  |
|  |              |              |              |  |  |                    |                    |                    |  |  |                |                |                |  |  |           |           |           |  |

## Fontos események
- A Philadelphia 76ers stadionját, a Wells Fargo Centert átnevezik a szezon kezdete előtt, miután a Wells Fargo úgy döntött, hogy nem fogadja el hosszabbítási jogát.[64]

## Közvetítési jogok
Ez lesz az első éve a 2024-ben aláírt, 11 éves közvetítési szerződésnek, amelyet az NBA kötött az ESPN-családdal, az NBC Sportsszal és az Amazon Prime Videóval. Az NBC és az Amazon a TNT Sports helyét veszi át, az NBC 2001–2002 óta először fogja adni a ligát, míg a Prime Video először írt alá országos szerződést az NBA-vel.

### Beosztás
Televízió
Az ESPN fogja adni a szerda esti mérkőzéseket az alapszakaszban, de megszokott pénteki közvetítési idejét lecsökkentették előre kijelölt hetekre. Az NBA Saturday Primetime és az NBA Sunday Showcase folytatódik az ABC-n, míg februárban és márciusban is fog kapni az adó mérkőzéseket. Az ABC/ESPN párosé lesznek az NBA karácsonyi mérkőzései, illetve a hírességek mérkőzése az All Star-hétvégén. Az NBC fogja adni a kedd esti egymást követő mérkőzéseket (21:00 és 23:00 ET), a cég alá tartozó csatornák eldönthetik, hogy egyik vagy mindkét találkozót leadják. Vasárnap esti mérkőzései is lesznek az NBC-nek, az NBC Sunday Night Football helyét átvéve az NFL-szezon befejezte után. Ezek mellett az NBC fogja adni a nyitómérkőzéseket, illetve a veteránnapi, a Martin Luther King-napi és az elnökök napján tartott találkozókat. Az All Star-gálát is az NBC adja. Az nem ismert, hogy az NBA TV fog-e adni mérkőzéseket.
Streaming
Streaming adókból az Amazon Prime Video akár 66 mérkőzést is adhat a szezonban, többek között pénteken is, csütörtök estiket az Thursday Night Football helyét átvéve az NFL-szezon befejezte után, illetve egyes szombat esti találkozókat is. Az NBA-Kupa egyenes kieséses szakasza is az Amazonon lesz. Az ESPN+ fogja adni az ABC mérkőzéseit, illetve egyeseket az ESPN választottjai közül, míg a Disney+-nak is van joga az ESPN néhány találkozójához. A Peacock lesz az egyetlen, amely hétfő esti mérkőzéseket fog adni, illetve az NBC kedd esti találkozóit.